# اشلی لگت
اَشلی لِگـِـت (انگلیسی: Ashley Leggat؛ زادهٔ ۲۶ سپتامبر ۱۹۸۶) بازیگر اهل کانادا است.
از فیلم‌ها یا مجموعه‌های تلویزیونی که وی در آن‌ها نقش داشته است، می‌توان به شگفتی جادوگر خوب، ماجراهای مرداک و ذهن‌های مجرم اشاره نمود.